# Prem Nazir Award
Prem Nazir Award – nagroda filmowa przyznawana za zasługi dla przemysłu filmowego w języku malajalam.
Została ustanowiona w 1992. Upamiętnia Prem Nazira (1926-1989), jednego z czołowych aktorów tej kinematografii. Jej zdobywca każdorazowo otrzymuje gratyfikację w wysokości 15 tys. (czasem 30 tys.) INR oraz statuetkę zaprojektowaną przez B. D. Dathana. Wśród laureatów można znaleźć między innymi Thikkurissy Sukumaran Naira (1992), Mohanlala (1999), Sreekumarana Thampi (2002), G. K. Pillai (2011) i Salima Kumara (2012).